# Raion de Valka
El raion de Valka era un dels raions en els quals es dividia administrativament Letònia abans de la reforma territorial administrativa de l'any 2009. Es dividia en:

## Municipis urbans
- Smiltene
- Valka
- Strenči
- Seda

## Municipis rurals
- Blomes pagasts
- Brantu pagasts
- Ērģemes pagasts
- Ēveles pagasts
- Jērcēnu pagasts
- Kārķu pagasts
- Grundzāles pagasts
- Launkalnes pagasts
- Plāņu pagasts
- Smiltenes pagasts
- Palsmanes pagasts
- Valkas pagasts
- Variņu pagasts
- Zvārtavas pagasts
- Bilskas pagasts
- Trikātas pagasts
- Vijciema pagasts